# Den hvitklädda kvinnan
Den vitklädda kvinnan är en brittisk-amerikansk miniserie från 1997 efter Wilkie Collins roman med samma namn.

## Handling
Två systrar beslutar sig för att avslöja hemligheten om "Kvinnan i vitt", spåren leder till en gravplats på ett gods som ägs av mr Fairline.

## Om filmen
Filmen hade premiär i USA den 5 april 1998. Den hade svensk premiär i SVT2 och visades första gången i två avsnitt, den 22 och 25 december 1998.

## Rollista (urval)
- Tara Fitzgerald - Marian
- Simon Callow - greve Fosco
- Andrew Lincoln - Walter Hartright
- Ian Richardson - Mr. Fairlie